# مغازه آقای عبدالله حنیفه زاد ماسوله
مغازه آقای عبدالله حنیفه زاد ماسوله مربوط به دوره معاصر است و در شهرستان فومن، شهرک ماسوله واقع شده و این اثر در تاریخ ۲۵ اسفند ۱۳۸۰ با شمارهٔ ثبت ۵۳۱۵ به‌عنوان یکی از آثار ملی ایران به ثبت رسیده است.